# NGCC Limnos
Le NGCC Limnos est un  navire de recherche de la Garde côtière canadienne, utilisé pour l'hydrographie et la limnologie. Il est basé sur les Grands Lacs à Burlington.

## Historique
Le navire a été construit en 1968, pour Pêches et Océans Canada à Port Weller Dry Docks (en) avec une jauge brute (TJB) de 460 tonneaux et a été remesuré avec une jauge brute (GT). Le navire est propulsé par deux moteurs diesel Caterpillar C18 à engrenages d'une puissance nominale de 714 kW (957 cv) qui entraînent deux propulseurs d'azimut. Cela donne au navire une vitesse maximale de 10 nœuds (19 km/h). Le navire est également équipé de deux groupes électrogènes Caterpillar C6.6 et d’un groupe électrogène de secours Caterpillar C6.6. Le navire a une capacité de carburant de 80 m³ de carburant diesel, ce qui lui donne une autonomie de 3.500 milles marins (6.500 km) à 9,5 nœuds (17,6 km/h) et une endurance de 14 jours.
Le navire est équipé de deux laboratoires : un laboratoire sec de 10 m²  et un laboratoire humide de 6 m². Il possède six treuils limnologiques et il est capable de transporter un conteneur sur son pont arrière. Le navire est équipé du radar Sperry Marine Northrop Grumman (en). Il a un effectif de 14 personnes, composé de 8 officiers et 6 membres d'équipage. Il y a 16 places supplémentaires.
Le Rv Limnos a été affecté au Centre canadien des eaux intérieures à Burlington, en Ontario. Le navire était initialement destiné à la recherche hydrographique et limnologique, mais a été principalement utilisé pour cette dernière. Limnos a participé à des missions conjointes sur les Grands Lacs avec des navires de l'Environmental Protection Agency des États-Unis.

## Galerie

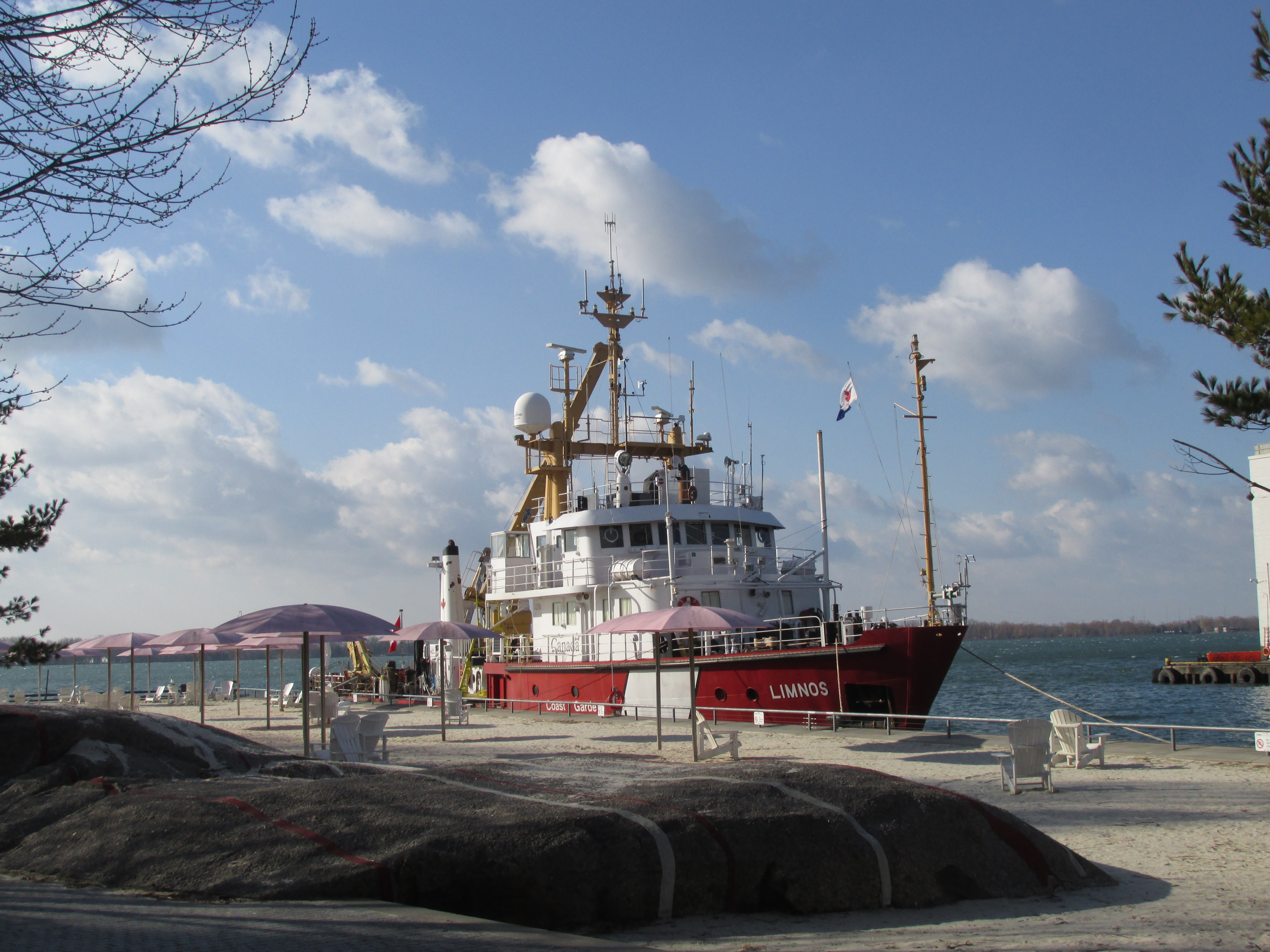
Limnos
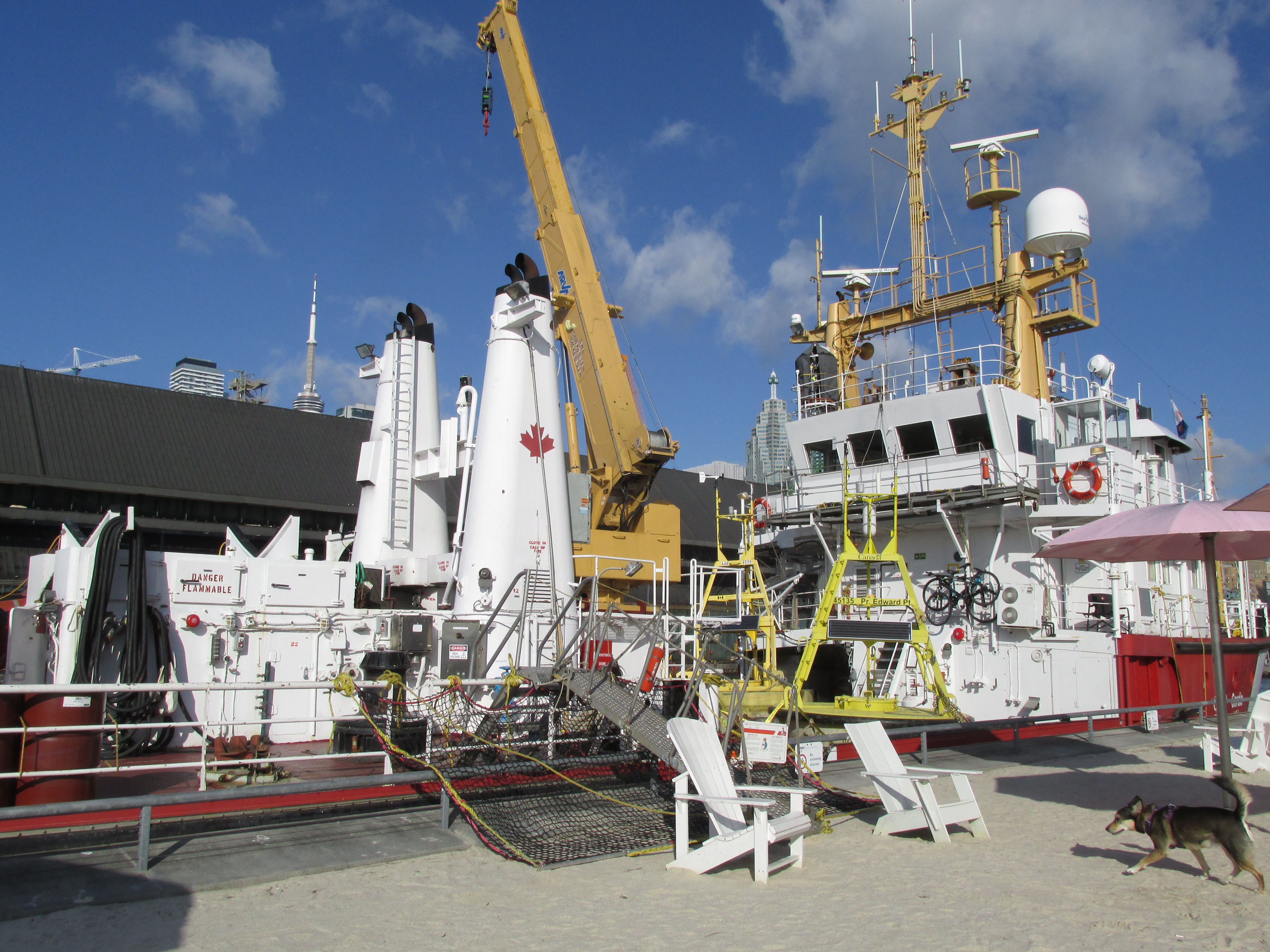
Limnos

### Note et référence
- (en) Cet article est partiellement ou en totalité issu de l’article de Wikipédia en anglais intitulé « CCGS Limnos » (voir la liste des auteurs).